# Pseudozarba schencki
Pseudozarba schencki is een vlinder van de familie van de uilen (Noctuidae). De wetenschappelijke naam van deze soort is voor het eerst voorgesteld als Eustrotia schencki door Embrik Strand in een publicatie uit 1912.
De soort komt voor in Angola, Namibië, Zuid-Afrika, Saudi-Arabië en Jemen.